# Agathe Ngo Nack
Agedit Ngo Nack (sinh ngày 2 tháng 3 năm 1958) là một vận động viên người Cameroon. Bà đã tham gia cuộc thi ném đĩa nữ tại Thế vận hội Mùa hè 1984.